# Bill Chott
Bill Chott (ur. 23 lipca 1969 w Saint Louis) – amerykański aktor i komik. Karierę rozpoczął w 1995 roku.

## Filmografia
- Crossfire (1998)
- Tomorrow Night (1998)
- Galaxy Quest (1999)
- Dancing at the Blue Iguana (2000)
- Dude, Where's My Car? (2000)
- Brainwrap (2003)
- Outpost (2004)
- Nerd Hunter 3004 (2004)
- The Ringer (2005)
- Dante's Inferno (2007) (Głos)
- Wild Girls Gone (2007)
- Nocne terrory (2010)
- Four Weddings and a Shaadi (2011)
- Dziennik zakrapiany rumem (2011)
- Czarodzieje z Waverly Place jako Pan Laritate (2007–2012)